# 대전광역시의 행정 구역

대전광역시의 인구 변화 및 추이

대전광역시의 행정 구역은 177개 법정동과 82개의 행정동으로 구성되어 있다. 대전광역시의 면적은 539.97 km2이며, 상세한 내역은 다음과 같다.

## 행정 구역

| 구분       | 한자       | 면적   | 면적비율 | 법정동 | 행정동 | 통    | 반     |
| ---------- | ---------- | ------ | -------- | ------ | ------ | ----- | ------ |
| 동구       | 東區       | 136.63 | 25.30%   | 45     | 16     | 376   | 2,024  |
| 중구       | 中區       | 62.13  | 11.51%   | 26     | 17     | 403   | 2,302  |
| 서구       | 西區       | 95.48  | 17.68%   | 27     | 23     | 774   | 4,496  |
| 유성구     | 儒城區     | 177.27 | 32.83%   | 53     | 9      | 501   | 2,789  |
| 대덕구     | 大德區     | 68.46  | 12.68%   | 26     | 12     | 345   | 1,804  |
| 대전광역시 | 大田廣域市 | 539.97 | 100%     | 177    | 77     | 2,399 | 13,415 |

## 도시 공간구조
대전의 도시 공간구조는 둔산과 원도심을 2핵으로 유성, 신탄진, 진잠, 노은, 관평, 도안, 오류, 용문, 가오, 중리 등 10개 거점, 13개 생활권으로 조성된다.

### 도심
- 중구 은행동, 선화동, 대흥동과 동구 중앙동 중심의 원도심
- 서구 둔산동, 탄방동, 월평동, 만년동 중심의 둔산 신도심

### 부도심
- 유성구 봉명동, 장대동, 궁동 일대 유성 부도심
- 대덕구 신탄진동, 석봉동 일대의 신탄진 부도심
- 중구 오류동, 문화동 일대 서대전 부도심
- 서구 용문동, 괴정동 일대 용문 부도심
- 동구 용전동 일대 복합터미널 중심의 부도심

### 신도시 / 택지개발지구
- 서구 도안동, 유성구 상대동, 원신흥동 일대의 도안신도시[2]
- 유성구 노은동, 지족동, 반석동, 하기동 일대의 노은지구
- 서구 관저동, 가수원동 일대 관저지구
- 유성구 관평동, 탑립동 일대 대덕테크노밸리
- 대덕구 법동, 송촌동, 중리동 일대 송촌지구
- 동구 가오동 일대 가오지구

국토해양부는 '친수구역 활용에 관한 특별법'을 시행하여, 금강 유역 주요 국가 하천인 갑천 도안신도시 일대 85만6000m2를 4대강 친수(親水)구역으로 지정하고, 2018년까지 주거·상업·업무·관광지로 종합 국토 개발할 계획이다. 도안호수공원도 조성될 계획이다.

### 대도시권
대도시권 광역교통 관리에 관한 특별법 시행령 2조에서 대전광역시, 세종특별자치시, 충청남도 공주시, 논산시, 계룡시, 금산군 및 충청북도 청주시, 보은군, 옥천군을 대전권으로 규정하고 있다.